# Marco Padalino
Marco Padalino (ur. 8 grudnia 1983 w Lugano) – szwajcarski piłkarz pochodzenia włoskiego występujący na pozycji prawego pomocnika.

## Kariera klubowa
Marco Padalino zawodową karierę rozpoczynał w 2002 roku w AC Lugano. Rozegrał dla niego osiem meczów w rozgrywkach drugiej ligi szwajcarskiej, po czym w 2003 roku został zawodnikiem klubu Malcantone Agno. W styczniu 2004 roku Padalino trafił do Calcio Catania, jednak w Serie B zadebiutował dopiero 22 maja w wygranym 2:1 spotkaniu z AS Bari. W sezonie 2004/2005 Szwajcar był już podstawowym zawodnikiem swojej drużyny. Wystąpił w 30 ligowych meczach, a Catania w końcowej tabeli drugiej ligi zajęła trzynaste miejsce.
Latem 2005 roku Padalino odszedł do Piacenzy Calcio, gdzie w linii pomocy grywał początkowo z takimi zawodnikami jak Damiano Moscardi, Bogdan Pătraşcu i Luigi Riccio. W ekipie „Biancorossich” szwajcarski pomocnik spędził łącznie trzy lata, w trakcie których rozegrał 83 pojedynki w Serie B i zdobył pięć goli. W pierwszym sezonie pobytu na Stadion Leonardo Garilli Padalino razem z drużyną uplasował się na jedenastej pozycji, w kolejnych rozgrywkach skończył ligowe zmagania na czwartym miejscu, a w sezonie 2007/2008 Piacenza zajęła w drugiej lidze piętnastą pozycję.
W 2008 roku Szwajcar podpisał kontrakt z Sampdorią, która zapłaciła za niego dwa i pół miliona euro. W Serie A zadebiutował 30 sierpnia, kiedy to „Blucerchiati” zremisowali na Stadio Luigi Ferraris z Interem Mediolan 1:1. 14 grudnia Padalino strzelił natomiast swojego pierwszego gola dla Sampdorii, a ta pokonała na wyjeździe Regginę Calcio 2:0. 20 września 2009 roku Szwajcar zdobył dwa gole w zwycięskim 4:1 meczu ligowym przeciwko Sienie. W latach 2012–2014 grał w Vicenzy. W 2014 przeszedł do FC Lugano.

## Kariera reprezentacyjna
W 2003 roku Padalino rozegrał cztery spotkania dla reprezentacji Szwajcarii do lat 19. 5 listopada 2008 roku Ottmar Hitzfeld powołał go do dorosłej kadry na towarzyski mecz przeciwko Finlandii, który miał się odbyć 19 listopada. 16 listopada Padalino doznał jednak kontuzji w ligowym pojedynku z Lecce, która wykluczyła go z udziału w spotkaniu z Finami. W reprezentacji zadebiutował ostatecznie 11 lutego 2009 roku w zremisowanym 1:1 pojedynku z Bułgarią. 5 września strzelił natomiast pierwszą bramkę dla drużyny narodowej, a ta pokonała 2:0 Grecję.